# Liste der Nummer-eins-Hits in Japan (2012)
Die Liste der japanischen Nummer-eins-Hits enthält die Daten vom 1. Januar 2012 bis zum 31. Dezember 2012. Die letzte Woche im Jahr fällt mit der ersten Woche des neuen Jahres zusammen. Angegeben sind die Verkaufszahlen der jeweiligen Nummer 1 in ihrer Woche. Alle Angaben basieren auf den offiziellen japanischen Charts von Oricon.
| Singles | Alben |
| --- | --- |
| - Kis-My-FT2 – We Never Give Up! - - 1 Woche (26. Dezember 2011 – 1. Januar 2012) - SMAP – Boku no Hanbun - - 1 Woche (2. Januar – 8. Januar) - Jin Akanishi – Seasons - - 1 Woche (9. Januar – 15. Januar) - NYC / Yuma Nakayama – Wonderful Cupid/Glass no Mahō - - 1 Woche (16. Januar – 22. Januar) - KinKi Kids – Kawatta Katachi no Ishi - - 1 Woche (23. Januar – 29. Januar) - Bump of Chicken – Good Luck - - 1 Woche (30. Januar – 5. Februar) - SKE48 – Kataomoi Finally - - 1 Woche (6. Februar – 12. Februar) - CN Blue – Where You Are - - 1 Woche (13. Februar – 19. Februar) - NMB48 – Junjō U-19 - - 1 Woche (20. Februar – 26. Februar) - AKB48 – Give Me Five! - - 1 Woche (27. Februar – 4. März) - Hey! Say! JUMP – Super Delicate - - 1 Woche (5. März – 11. März) - Tomohisa Yamashita – Ai, Texas - - 1 Woche (12. März – 18. März) - TVXQ – Still - - 1 Woche (19. März – 25. März) - Arashi – Wild at Heart - - 1 Woche (26. März – 1. April) - Kis-My-Ft2 – She! Her! Her! - - 1 Woche (2. März – 8. April) - Masaharu Fukuyama – Ikiteru Ikiteku - - 1 Woche (9. April – 15. April) - B’z – Go for It, Baby (Kioku no Sanmyaku) - - 1 Woche (16. April – 22. April) - Sexy Zone – Lady Diamond - - 1 Woche (23. April – 29. April) - Mr. Children – Inori (Namida no Kidou)/End of the Day/Pieces - - 1 Woche (30. April – 6. Mai) - SMAP – Sakasama no Sora - - 1 Woche (7. Mai – 13. Mai) - Nogizaka46 – Oide Shampoo - - 1 Woche (14. Mai – 20. Mai) - Arashi – Face Down - - 1 Woche (21. Mai – 27. Mai) - SKE48 – Aishite Love ru! - - 1 Woche (28. Mai – 3. Juni) - AKB48 – Manatsu no Sounds Good! - - 1 Woche (4. Juni – 10. Juni) - Not Yet – Suika Baby - - 1 Woche (11. Juni – 17. Juni) - Arashi – Your Eyes - - 1 Woche (18. Juni – 24. Juni) - Kanjani Eight – Ai Deshita. - - 1 Woche (25. Juni – 1. Juli) - Exile – All Night Long - - 1 Woche (2. Juli – 8. Juli) - KAT-TUN – To the Limit - - 1 Woche (9. Juli – 15. Juli) - Kim Hyun-joong – Heat - - 1 Woche (16. Juli – 22. Juli) - TVXQ – Android - - 1 Woche (23. Juli – 29. Juli) - NEWS – Chankapāna - - 1 Woche (30. Juli – 5. August) - Eight Ranger – ER - - 1 Woche (6. August – 12. August) - SMAP – Moment - - 1 Woche (13. August – 19. August) - NMB48 – Virginity - - 1 Woche (20. August – 26. August) - Kis-My-Ft2 – Wanna Beeee!!!/Shake It Up - - 1 Woche (27. August – 3. September) - Nogizaka46 – Hashire! Bicycle - - 1 Woche (4. September – 9. September) - AKB48 – Gingham Check - - 1 Woche (10. September – 16. September) - Kanjani Eight – Aoppana - - 1 Woche (17. September – 23. September) - KAT-TUN – Fumetsu no Scrum - - 1 Woche (24. September – 30. September) - AKB48 – Kiss datte Hidarikiki - - 1 Woche (1. Oktober – 7. September) - Girls’ Generation – Oh! - - 1 Woche (8. Oktober – 14. Oktober) - Sexy Zone – Sexy Summer ni Yuki ga Furu - - 1 Woche (15. Oktober – 21. Oktober) - Masaharu Fukuyama – Beautiful Life/Game - - 1 Woche (22. Oktober – 28. Oktober) - Rino Sashihara with Anrire – Ikujinashi Masquerade - 1 Woche (29. Oktober – 4. November) - Koda Kumi – Go to the top - - 1 Woche (5. November – 11. November) - AKB48 – Uza - - 1 Woche (12. November – 18. November) - NMB48 – Kitagawa Kenji - - 1 Woche (19. November – 25. November) - Kis-My-Ft2 – Ai no Beat - - 1 Woche (26. November – 2. Dezember) - Mayu Watanabe – Hikaru Monotachi - - 1 Woche (3. Dezember – 9. Dezember) - The Monsters – Monsters - - 1 Woche (10. Dezember – 16. Dezember) - AKB48 – Eien Pressure - - 1 Woche (17. Dezember – 23. Dezember) - NEWS – World Quest/Pokopon Pekōrya - - 1 Woche (24. Dezember – 30. Dezember) - Nogizaka46 – Seifuku no Mannequin - 1 Woche (31. Dezember 2012 – 6. Januar 2013) | - Kara – Super Girl - - 1 Woche (26. Dezember 2011 – 1. Januar 2012, insgesamt 2 Wochen) - Funky Monkey Babys – Funky Monkey Babys 4 - - 1 Woche (2. Januar – 8. Januar) - Exile / Exile Atsushi – Exile Japan/Solo - - 3 Wochen (9. Januar – 29. Januar) - Asian Kung-Fu Generation – Best Hit AKG - - 1 Woche (30. Januar – 5. Februar) - Kumi Kōda – Japonesque - - 1 Woche (6. Februar – 12. Februar) - Ayaka – The Beginning - - 1 Woche (13. Februar – 19. Februar) - L’Arc-en-Ciel – Butterfly - - 1 Woche (20. Februar – 26. Februar) - Tokyo Jihen – Tokyo Collection - - 1 Woche (27. Februar – 4. März) - KAT-TUN – Chain - - 1 Woche (5. März – 11. März) - Ikimono-gakari – Newtral - - 2 Wochen (12. März – 25. März) - SDN48 – Next Encore - - 1 Woche (26. März – 1. April) - Acid Black Cherry – 2012 - - 1 Woche (2. März – 8. April) - Kis-My-Ft2 – Kis-My-1st - - 1 Woche (9. April – 15. April) - Yusuke – Ano.. Namida ga Aru kara Ai ga Arun Desu Kedo - - 1 Woche (16. April – 22. April) - Tsuyoshi Domoto – Shamanippon (Rakachi no Tohi) - - 1 Woche (23. April – 29. April) - Naoto Inti Raymi – Kaza Uta Caravan - - 1 Woche (30. April – 6. Mai) - Yuzu – Yuzu You [2006-2011] - - 2 Wochen (7. Mai – 20. Mai) - Mr. Children – Mr. Children 2005-2010＜macro＞ - - 3 Wochen (21. Mai – 10. Juni) - Jang Keun-suk – Just Crazy - - 1 Woche (10. Juni – 17. Juni) - Hey! Say! JUMP – Jump World - - 1 Woche (18. Juni – 24. Juni) - NEWS – NEWS Best - - 1 Woche (25. Juni – 1. Juli) - Aiko – Toki no Silhouette - - 1 Woche (2. Juli – 8. Juli) - Namie Amuro – Uncontrolled - - 3 Wochen (9. Juli – 29. Juli) - Keisuke Kuwata – I Love You -Now & Forever - - 3 Wochen (30. Juli – 19. August) - SMAP – Gift of SMAP - - 1 Woche (20. August – 26. September) - AKB48 – 1830m - - 2 Wochen (27. August – 9. September) - CN Blue – Code Name Blue - - 1 Woche (10. September – 16. September) - Kobukuro – All Singles Best 2 - - 1 Woche (17. September – 23. September) - Perfume – Perfume Global Compilation "Love the World - - 1 Woche (24. September – 30. September) - Superfly – Force - - (seit dem 1. Oktober – 7. September) - Tatsuro Yamashita – Opus (All Time Best 1975-2012) - - 1 Woche (8. Oktober – 14. Oktober, insgesamt 2 Wochen) - Koichi Domoto – Gravity - - 1 Woche (15. Oktober – 21. Oktober) - Tatsuro Yamashita – Opus (All Time Best 1975-2012) - - 1 Woche (22. Oktober – 28. Oktober, insgesamt 2 Wochen) - Kanjani Eight – 8est - - 2 Wochen (29. Oktober – 11. November) - Arashi – Popcorn - - 1 Woche (12. November – 18. November) - Juju – Best Story (Life Stories) - - 1 Woche (19. November – 25. November) - Sexy Zone – One Sexy Zone - - 1 Woche (26. November – 2. Dezember) - Yumi Matsutoya – Nihon no Koi to, Yuming to. - - 1 Woche (3. Dezember – 9. Dezember) - Mr. Children – [(An Imitation) Blood Orange] - - 1 Woche (10. Dezember – 16. Dezember) - Exile – Exile Best Hits -Love Side/Soul Side - - 2 Wochen (17. Dezember – 30. Dezember) - Ikimono Gakari – Barādon - 1 Woche (31. Dezember 2012 – 6. Januar 2013) |

Siehe auch: Nummer-eins-Hits 2012 in Argentinien,  Australien, Belgien, Bulgarien, Dänemark, Deutschland, Finnland, Frankreich, Griechenland, Irland, Italien, Kanada, Mexiko, Neuseeland, den Niederlanden, Norwegen, Österreich, Polen, Portugal, Schweden, der Schweiz, Slowakei, Spanien, Südkorea, Tschechien, Ungarn, den Vereinigten Staaten und im Vereinigten Königreich.